# Panhard K125
Le Panhard K 125 est un camion de 5 t produit par Panhard de 1937 à 1940. Il est adopté dans l'Armée française, majoritairement comme camion atelier et en moindres nombres comme camion de transport toutes natures (TTN).

## Historique
Le Panhard K 125 sort vers la fin de l'année 1937 et il est rapidement commandé par l'Armée française comme camion atelier. Plus de 200 sont en effet commandés entre la fin 1937 et août 1939. Une commande de 20 camions TTN est passée en 1939, livrée en mai-juin 1940 aux troupes françaises du Maroc. La carrosserie TTN est améliorée en octobre 1939. Commandé à 49 exemplaires fin 1939, le nouveau K 125 TTN est commandé en grande série (200 exemplaires par mois) dans le cadre des programmes industriels de guerre. 494 camions ateliers sont également commandés dans le programme de guerre. Selon les marchés, les K 125 sont désignés par Panhard voiture spéciale 204 et voiture spéciale 206.
La défaite française de juin 1940 met fin à la production, qui est ensuite relancée par les Allemands. Les K 125 saisis sont mis en service dans la Wehrmacht.
Panhard met au point en 1940 une nouvelle version à cabine avancée, ce qui permet de rallonger la caisse. Désignée K 155, elle reste à l'état de prototype en juin 1940.

## Versions

### Camions ateliers
Trois variantes de camions ateliers sont développés. Le camion atelier proprement dit, type le plus courant, le camion porteur de machines-outils (PMO) et le camion magasin, qui transporte des pièces de rechange. Les camions PMO et magasin se distinguent du camion atelier par la présence de portes latérales. 288 camions ateliers sont sortis d'usine à la date du 7 juin 1940.

### Transports toutes natures
La première version TTN est carrossée selon les spécifications émises en 1930-1931 (d'où le nom officieux de TTN 30-31). Les véhicules de ce programme doivent pouvoir transporter aussi bien des chevaux et des hommes que des canons normalement hippomobiles, et d'autres matériels. Ils ont une caisse renforcée, très haute (hauteur au plancher de 1,35 m) car au-dessus des passages de roues. Le chargement nécessite une rampe pour atteindre l'arrière de la caisse, ou deux rampes pour embarquer des chevaux ou des véhicules. Vingt véhicules sont livrés en 1940.
Une nouvelle version est mise au point en octobre 1939 par le lieutenant-colonel Dutertre-Delmas et est adopté sous le nom de TTN 39. La carrosserie prototype est testée sur un K 125 atelier. La caisse est plus basse (hauteur au plancher de 0,90 m) car les passages de roues sont placés sous des banquettes inclinées qui peuvent être franchies par les véhicules. Les véhicules disposent aussi de deux réservoirs de 120 l disposés sous la caisse du côté droit, plus faciles à remplir que les bidons de 50 litres de la caisse TTN 30-31 et qui assurent une autonomie dépassant les 600 km. Environ une cinquantaine de K 125 TTN 39 sont sortis d'usine en 1940,.
Quatre constructeurs français reçoivent chacun un K 125 TTN 39 pour produire des TTN sur leurs propres châssis : Renault (Renault AGK2 TTN 39, 500 produits en mai-juin 1940), Berliet (production du Berliet GDRA en version TTN 39 prévue à partir d'octobre 1940), Rochet-Schneider et Saurer (ces constructeurs prévoyant de produire des camions carrossés en TTN 39 à partir de janvier-mars 1941).

### Camion citerne
Une version avec une citerne de 5 000 l est produite en quatre exemplaires, livrés en janvier 1940.